# Helena Załuska
Helena Maria Załuska z domu hrabianka Brzostowska herbu Strzemię (ur. 13 września 1833 we Florencji, zm. 30 stycznia 1892 w  Iwoniczu) – polska właścicielka dóbr ziemskich.

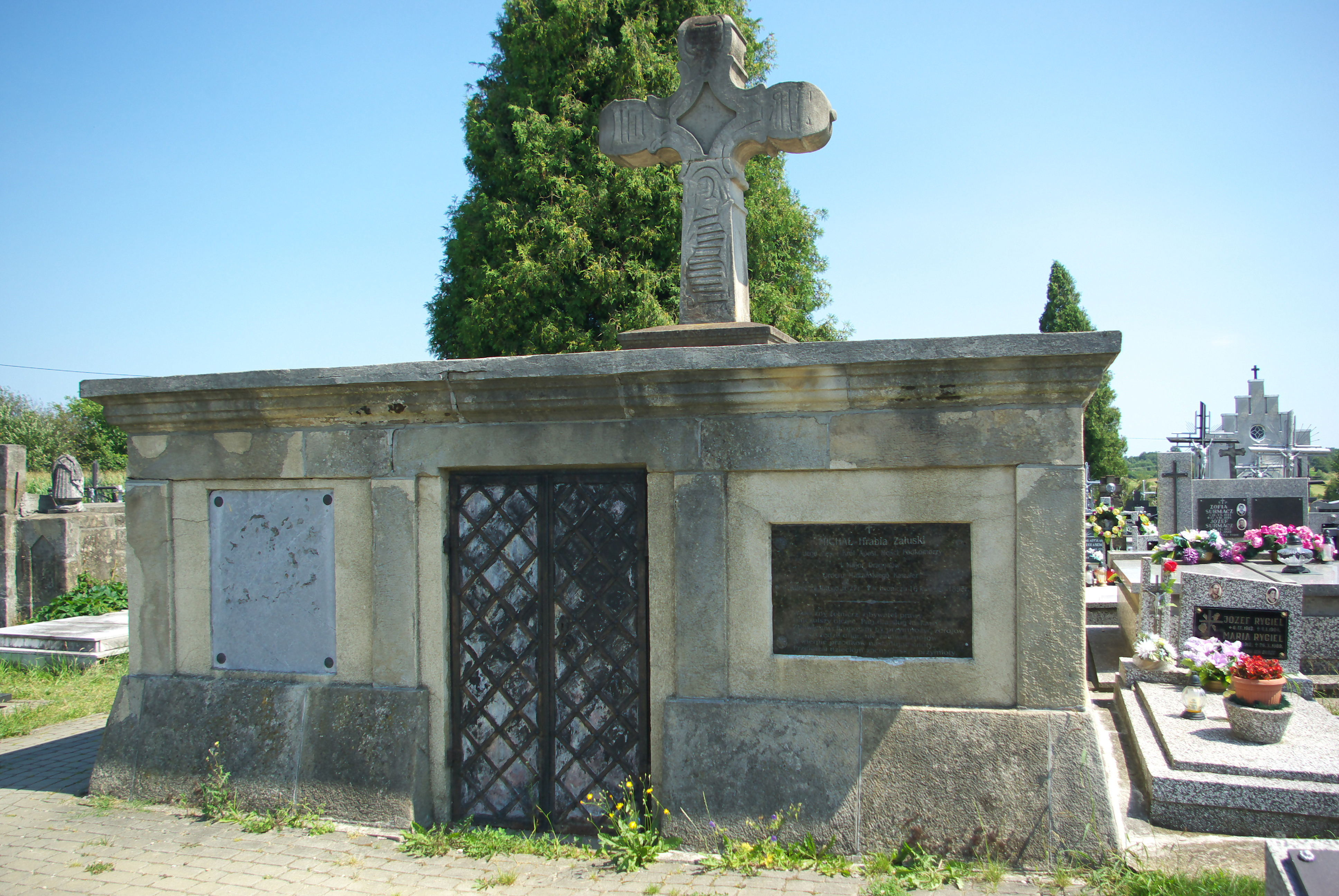
Grobowiec Załuskich w Iwoniczu

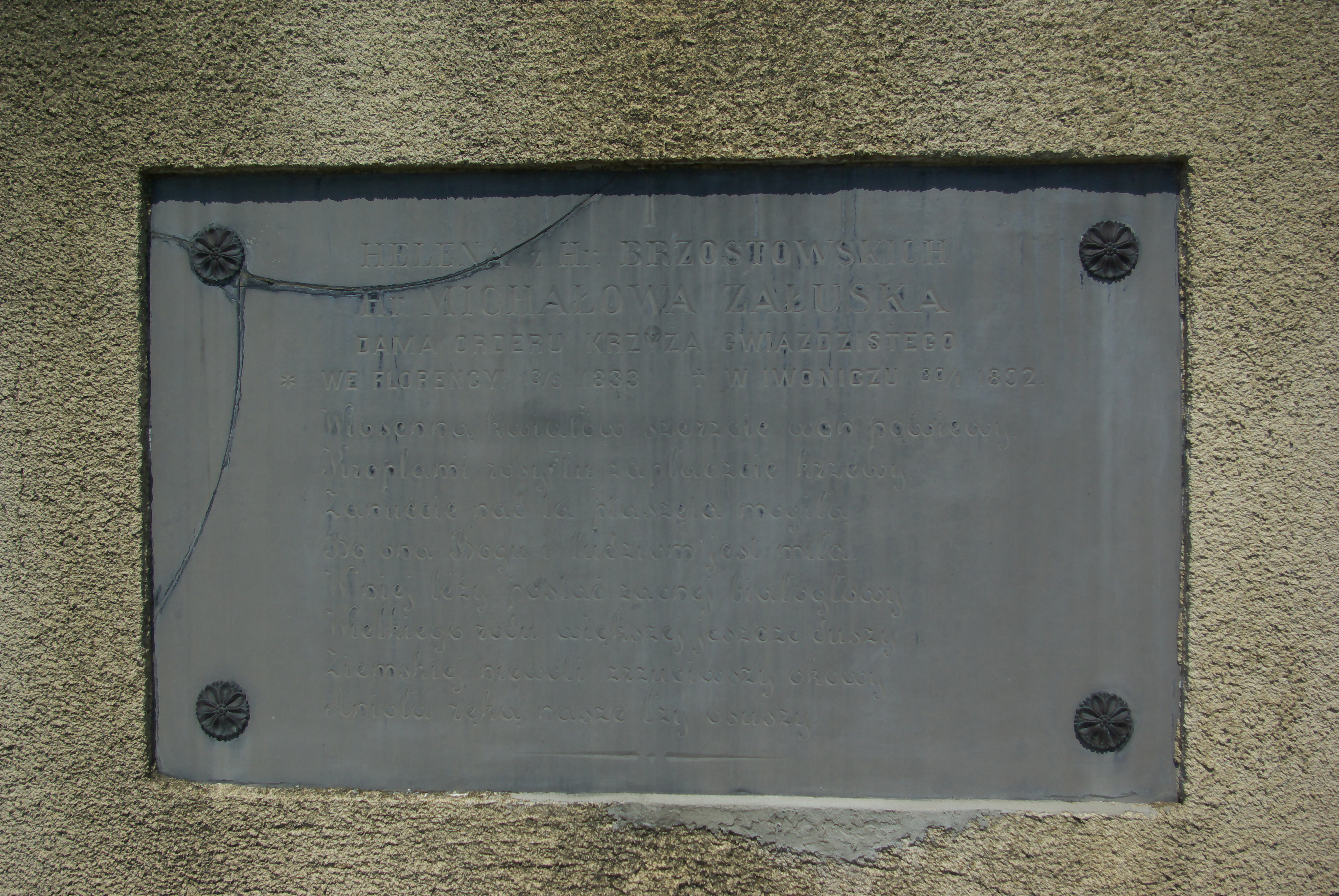
Tablica Heleny Załuskiej na grobowcu

## Życiorys
Urodziła się 13 września 1833 we Florencji. Wywodziła się z rodu Brzostowskich herbu Strzemię, była prawnuczką hr. Aleksandra Brzostowskiego, wnuczką hr. Ksawerego Brzostowskiego, córką hr. Hipolita Brzostowskiego z Brzostowa  (1810-1872) i księżniczki Emmy Ogińskiej z Ogińca herbu Oginiec (po pierwszym mężu Wysockiej, zm. 1871). Jej rodzeństwem byli Adam (1830-1869) i Maria.
Była właścicielką majątków: Czarnożyły, Raczyn i części Bolkowa.
9 maja 1860 w Kobylepolu została żoną hrabiego Michała Załuskiego herbu Junosza (1827-1893), właściciela Iwonicza. Ich dziećmi były: Emma Maria Helena hr. Załuska (1863-1944), Józef Karol Adam hr. Załuski (1867-1930, którego żoną została Izabella hr. Tyszkiewicz-Łohojska herbu Leliwa, 1872-1946).
Była damą Orderu Krzyża Gwiaździstego
Zmarła 30 stycznia 1892 i została pochowana w grobowcu rodzinnym na starym cmentarzu w Iwoniczu.